# Апрель 2009 года

Список событий апреля 2009 года.

## События

### Важнейшие
Этот раздел включается в статью 2009 год. Здесь должны быть размещены важнейшие события апреля 2009 года

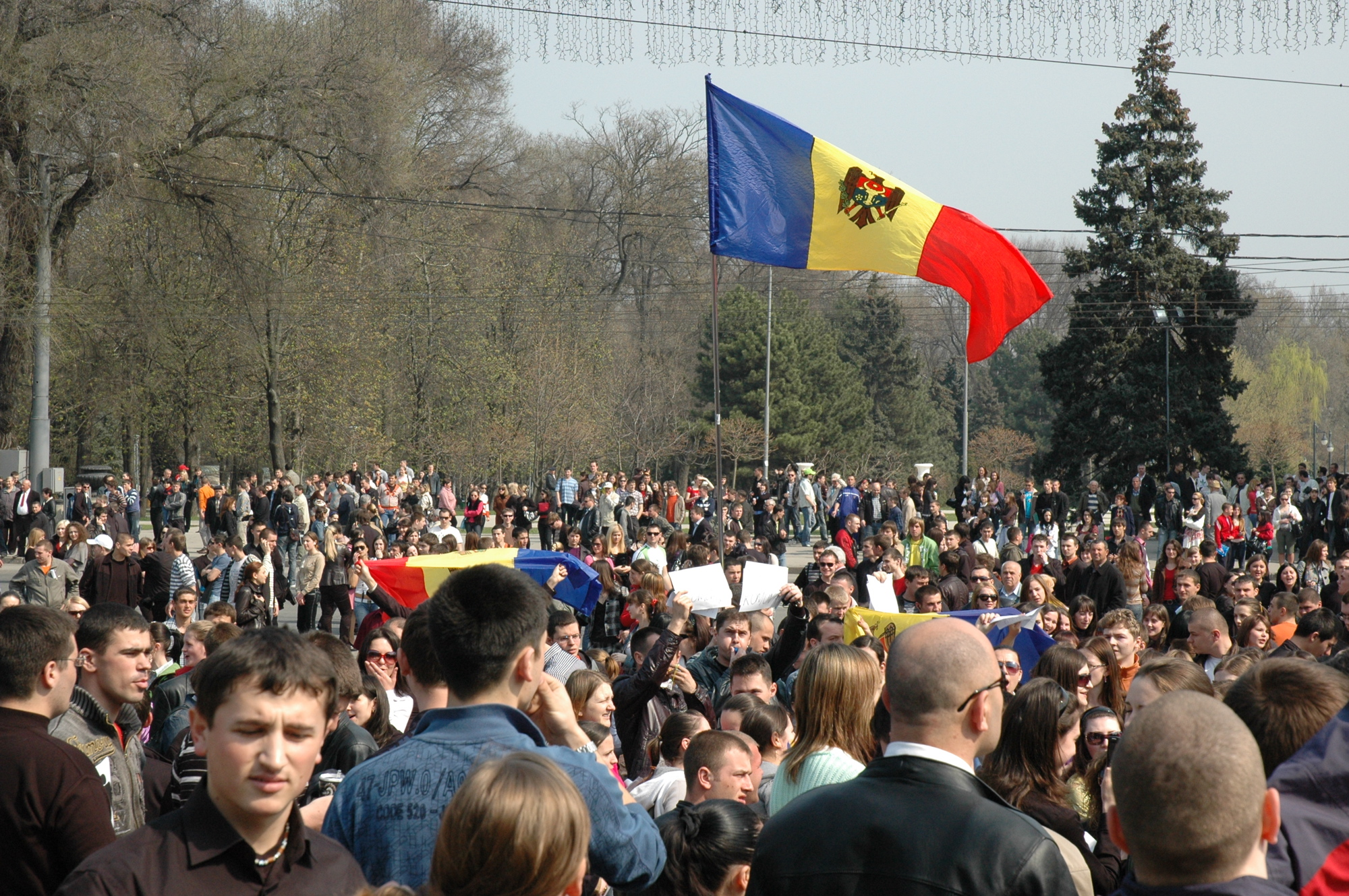
Массовые беспорядки в Кишинёве

- 1 апреля — Албания и Хорватия присоединились к НАТО.
- 2 апреля — Лондонский саммит G-20
- 3 — 4 апреля — юбилейный саммит НАТО в Страсбурге, Келе и Баден-Бадене.
- 5 апреля — КНДР попыталась запустить ИСЗ «Кванмёнсон-2» (спутник упал в Тихий океан).
- 5 апреля — парламентские выборы в Молдове.
- 5 апреля — второй тур президентских выборов в Республике Македонии.
- 7 апреля
  - Массовые беспорядки в Кишинёве.
  - Верховный суд Перу приговорил экс-президента страны Альберто Фухимори к 25 годам тюремного заключения, после того как он был признан виновным в нарушениях прав человека[1].
- 8 апреля — приземление космического корабля Союз ТМА-13 с международным экипажем на борту.
- 12 апреля — правительство Зимбабве объявило о приостановлении выпуска своей национальной валюты — доллара Зимбабве. Выпущенные купюры будут действительны до 30 июня 2009 года.
- 14 апреля — телеканал Планета Спорт прекращает своё вещание выпуском новостей Вести-спорт.
- 16 апреля — в Чечне отменён режим «контртеррористической операции», действовавший с 1999 года[2].
- 18 апреля — парламент Сомали принял решение о введении на территории страны шариата[3].
- 19 апреля — празднование православной Пасхи.
- 20 апреля — выход альбома Sounds Of The Universe группы Depeche Mode.
- 21 апреля — ЮНЕСКО запустило Всемирную цифровую библиотеку.
- 27 апреля — майор полиции открыл огонь по людям в московском супермаркете.
- 30 апреля — массовое убийство в Азербайджанской государственной нефтяной академии.
- В Мексике началась вспышка свиного гриппа.

### Все события апреля 2009 года
- 1 апреля
  - В Лондоне прошла волна протестов против проведения саммита G20, толпа антиглобалистов вломились в здание Royal Bank of Scotland[4].
  - Лидер партии «Ликуд» Биньямин Нетаньяху официально вступил в должность премьер-министра Израиля[5].
  - Албания и Хорватия завершили процесс вступления в НАТО[6].
  - В Санкт-Петербурге взрывом повреждён памятник Ленину на площади перед Финляндским вокзалом[7].
  - Сотрудники Национальной Ливерморской лаборатории имени Лоуренса завершили подготовку к эксперименту по запуску управляемого термоядерного синтеза с помощью сверхмощного лазера[8].
- 2 апреля
  - В Лондоне прошёл саммит G20. В итоговый документ вошли положения об установлении строгого контроля над финансовыми рынками, в частности будет осуществляться мониторинг деятельности крупнейших хедж-фондов[9].
  - В рамках Международного года астрономии стартовал проект «100 часов астрономии»[10].
- 3 апреля
  - Полиция Страсбурга арестовала 300 участников митинга протеста против саммита НАТО[11].
  - В Куала-Лумпур новый премьер-министр Малайзии Наджиб Тун Разак принёс присягу верховному правителю страны[12].
- 4 апреля
  - Премьер-министр Дании Андерс Расмуссен назначен генеральным секретарём НАТО, на посту премьер-министра его сменил Ларс Расмуссен[13].
  - На юге Чили началось извержение вулкана Льяйма, была проведена эвакуация населения[14].
  - Организация экономического сотрудничества и развития объявила чёрный список оффшорных зон, в него вошли четыре государства — Малайзия, Коста-Рика, Филиппины, Уругвай[15].
  - По территории Пакистана был нанесён ракетный удар американским беспилотником. Тринадцать человек убиты и восемь ранены[16].
- 5 апреля
  - Обрушилась часть ледяной перемычки, соединявшей ледник Уилкинса с Антарктидой[17].
  - Партия коммунистов Республики Молдова уверенно победила на прошедших в стране парламентских выборах[18].
  - Северокорейские СМИ сообщили об успешном запуске экспериментального спутника связи «Кванменсон-2»[19].
  - Президент США Барак Обама в ходе публичного выступления в Праге заявил о намерении сократить ядерный арсенал страны[20].
- 6 апреля
  - В центральной части Италии, регионе Абруццо произошло мощное землетрясение магнитудой 6,3. Погибли 308 человек[21].
  - Новым президентом Республики Македонии избран кандидат от правящей партии ВМРО-ДПМНЕ Георге Иванов[22].
  - Сомалийские пираты захватили 5 судов (Великобритании, Тайваня, Германии, Франции и Йемена), значительно расширив зону своих операций в Индийском океане[23].
  - Теракт в Багдаде: взорваны шесть автомобилей, преимущественно в шиитских кварталах. По различным данным, число жертв составило от 34 до 36 человек, от 90 до 120 человек были ранены[24].
- 7 апреля
  - Правительство Ирландии представило самый жёсткий бюджет за последние десятилетия, в нём урезаны социальные расходы, предполагается заморозить инфраструктурные проекты, усилить налоговое бремя и выкупать у банков неликвидные активы[25].
  - Верховный суд Перу приговорил экс-президента страны Альберто Фухимори к 25 годам тюремного заключения, после того как он был признан виновным в нарушениях прав человека[1].
  - В Молдавии начались массовые беспорядки. 5-тысячная толпа недовольных итогами парламентских выборов разгромила здание парламента и резиденции президента[26].
  - Австралийское правительство объявило о выделении 43 миллиардов австралийских долларов (30 миллиардов USD) на развитие широкополосного интернета[27].
- 8 апреля
  - Швейцария заморозила счета Организации экономического развития и сотрудничества, таким образом выразив своё несогласие с включением государства в «серый» список «налоговых гаваней»[28].
  - В Доме народных собраний в Пекине состоялась встреча председателя КНР Ху Цзиньтао с президентом Венесуэлы Уго Чавесом, прибывшим в Китай с рабочим визитом[29].
  - В столице Таиланда Бангкоке началась антиправительственная акция протеста. Тридцатитысячная толпа осадила Дом правительства[30].
  - Совершил успешную посадку космический корабль «Союз ТМА-13» с долговременным экипажем МКС-18 и космическим туристом Чарльзом Симони на борту[31].
- 9 апреля
  - Новым премьер-министром Чехии стал Ян Фишер[32].
  - В Багдаде десятки тысяч людей под предводительством религиозного лидера Муктады ас-Садра собрались на акцию протеста против американского военного присутствия в Ираке[33].
  - Произошел разрыв с возгоранием туркменского газопровода Давлетбат — Дариялык. Были временно прекращены поставки туркменского газа в Россию[34].
  - Выборы:
    - Началось голосование на президентских выборах в Алжире[35].
    - В Индонезии начались выборы в Совет народных представителей[36].
- 10 апреля
  - Обанкротился банк Cape Fear Bank став 22-м американским банком, обанкротившимся с начала 2009 года[37].
  - Начался 4-й саммит стран АСЕАН в таиландском городе Паттайя[38].
  - В Москве на 87-м году жизни умер актёр театра и кино Евгений Весник[39].
  - Начал работу новый терминал внутренних авиалиний международного аэропорта Иркутск[40].
  - Президент Фиджи Хосефа Илойло отменил конституцию и принял на себя всю полноту власти[41].
- 11 апреля
  - Президент Алжира Абдельазиз Бутефлика третий раз избран на пост главы государства[42].
  - В связи с беспорядками в таиландском городе Паттайя саммит АСЕАН отменён, повстанцам удалось прорваться в пресс-центр саммита и прорвать первый полицейский кордон, в городе введено чрезвычайное положение[43].
- 12 апреля
  - Правительство Зимбабве приняло решение приостановить оборот национальной валюты[44].
  - Премьер-министр Таиланда Апхисит Ветчачива объявил чрезвычайное положение в столице страны и пяти соседних провинциях[45].
  - Сепаратистские движения:
    - Экстремистская террористическая группировка ИРА, которая борется за независимость Северной Ирландии, заявила, что готовит серию терактов против Великобритании[46].
    - Сепаратистская группировка ЭТА, заявила, что члены нового правительства страны Басков станут её «мишенью номер один»[47].
- 13 апреля
  - Президент США Барак Обама отменил ограничения на денежные переводы и поездки на Кубу американских граждан кубинского происхождения[48].
  - Совет безопасности ООН на открытом заседании принял заявление председателя с осуждением запуска северокорейской ракеты[49].
  - Пожар в приюте в Камень-Поморски (Польша). Погиб 21 человек, 20 ранены[50].
  - Армия Таиланда открыла огонь по участникам антиправительственной демонстрации, проходящей в центре Бангкока. Пострадали более 77 человек[51].
- 14 апреля
  - Новым премьер-министром Венгрии назначен представитель правящей Социалистической партии Гордон Байнаи[52].
  - В Объединённых Арабских Эмиратах впервые клонировали верблюда[53].
  - КНДР отказалась от шестисторонних переговоров по своей ядерной программе и объявила о возобновлении работ на всех своих ядерных объектах[54].
  - Французские рыбаки в знак протеста против жёстких рыболовных квот, заблокировали своими судами работу трёх портов: Кале, Булонь-сюр-Мер и Дюнкерк[55].
  - Президент Пакистана Асиф Зардари подписал вызвавший большие споры законопроект, согласно которому в долине Сват будут введены законы шариата в обмен на прекращение вооружённых действий талибов[56].
- 15 апреля
  - В Париже на 91 году жизни скончался знаменитый писатель Морис Дрюон[57].
  - Один из крупнейших европейских банков — швейцарский UBS намерен сократить 8,7 тысяч сотрудников к 2010 году в связи со снижением расходов[58].
  - C космодрома Сичан ракетой-носителем «Великий поход-3В» был успешно выведен на намеченную орбиту второй спутник китайской навигационной системы Compass[59].
  - В Воронеже прекратила своё существование трамвайная сеть.
- 16 апреля
  - В Чечне отменён режим контртеррористической операции, действовавший с 1999 года[2].
  - Северная Корея выдворила из страны инспекторов МАГАТЭ[60], наблюдавших в ядерном центре в Йонбёне.
- 17 апреля
  - Согласно новым поправкам к закону о гражданстве Канада автоматически предоставит своё гражданство сотням тысяч иностранцев[61].
  - Европейский союз пригласил Белоруссию на саммит в Праге, намеченный на 7 мая 2009 года. На саммите планируется утвердить программу «Восточное партнёрство»[62].
  - Президент Сербии Борис Тадич посетил Косово[63].
  - По меньшей мере, семьдесят человек погибли, ещё несколько десятков ранены в результате сильного землетрясения в восточной провинции Афганистана Нангархар[64].
  - Шведский суд приговорил к году тюрьмы четырёх основателей файлообменного интернет-ресурса The Pirate Bay, признав их вину в нарушении авторских прав[65].
  - Пятый Саммит Америк под эгидой организации американских государств открылся в столице Тринидада и Тобаго Порт-оф-Спейн[66].
- 18 апреля
  - Парламент Сомали принял решение о введении на территории страны шариата[3].
  - Северная Корея объявила, что считает ядерную войну неизбежной, а её начало — только вопросом времени[67].
  - Офицеры филиппинской полиции отбили работника международного комитета Красного Креста у членов террористической организации «Абу-Сайяф».
- 19 апреля
  - Землетрясения:
    - В районе Курильских островов произошло землетрясение силой 6,6, эпицентр подземных толчков располагался почти в 300 км от Курильска[68].
    - Землетрясение силой 5,5 произошло в районе архипелага Фиджи[68].

  - Правительство Ирана обвинила американскую журналистку иранского происхождения Роксану Сабери в шпионаже[69].
  - Выборы:
    - На парламентских выборах в Турецкой республике Северного Кипра победила оппозиционная Партия национального единства. Она получила 44,1 % голосов и заняла 26 из 50 мест в парламенте[70].
- 20 апреля
  - Скандал на конференции ООН по расизму: многие представители западных стран покинули зал, когда президент Ирана Махмуд Ахмадинежад назвал Израиль «расистским правительством».
  - Компания Oracle Corporation купила Sun Microsystems за 7,4 миллиарда долларов[71].
  - Ассоциация теннисистов-профессионалов и Женская теннисная ассоциация опубликовали новые рейтинги, первой ракеткой мира среди женщин стала Динара Сафина, лидером в мужском рейтинге оказался Рафаэль Надаль[72].
  - Колумбия ввела безвизовый режим для россиян[73].
- 21 апреля
  - У побережья Флориды начались ежегодные многонациональные военно-морские учения UNITAS, в которых приняли участие флоты США, Канады, Германии и 9 латиноамериканских государств[74].
  - В парижской штаб-квартире ЮНЕСКО была открыта Всемирная цифровая библиотека[75].
  - По меньшей мере 24 человека погибли в результате столкновений между жителями кенийского города Каратина и представителями запрещённой секты «Мунгики»[76].
  - Открыта экзопланета с массой чуть большей 2 массы Земли.
- 22 апреля
  - Боевики «Талибана» захватили контроль над стратегическим районом Бунайр на подступах к Исламабаду[77].
  - Начались парламентские выборы в Южно-Африканской Республике[78].
  - В индийском штате Джарканд боевики-наксалиты захватили поезд с сотнями пассажиров[79].
- 23 апреля
  - Адвокаты по делу The Pirate Bay потребовали апелляции, так как выяснилось, что судья, председательствовавший на процессе, оказался членом Шведской ассоциации по защите авторских прав[80].
  - Турция и Армения договорились о восстановлении двусторонних отношений между странами[81].
- 24 апреля
  - От эпидемии свиного гриппа в Мехико погибло по меньшей мере 68 человек и заражено не менее 1000[82].
  - Глава правительства Таиланда Абхисит Вейджаджив заявил об отмене чрезвычайного положения в Бангкоке и пяти провинциях страны[83].
  - Биологами США расшифрован геном коровы[84].
- 25 апреля
  - В Исландии прошли парламентские выборы, победу в которых одержали левые партии: Социал-демократический альянс и Левая зелёная партия[85].
  - В Эфиопии полиция арестовала 35 человек по подозрению в подготовке свержения правительства страны[86].
  - Правящая партия Африканский национальный конгресс одержала убедительную победу на парламентских выборах в ЮАР[87].
- 26 апреля
  - В Эквадоре состоялись внеочередные всеобщие выборы. Президентом переизбран Рафаэль Корреа (54 %). Избраны также парламент и местные органы самоуправления[88].
  - В Андорре состоялись парламентские выборы. 45 % голосов набрала оппозиционная Социал-демократическая партия и получила 14 из 28 мест в парламенте[89].
- 27 апреля
  - В Мексике произошло землетрясение с магнитудой 6, с эпицентром в районе города Тикстла, провинция Гуэрреро[90].
  - Начальник столичного ОВД района Царицыно в нетрезвом виде убил 2 человека и ранил 7 человек, использовав оружие, находящееся в розыске[91].
- 28 апреля
  - Президент Беларуси Александр Лукашенко был принят папой римским Бенедиктом XVI в Апостольском дворце Ватикана[92].
  - На Мадагаскаре демонстрация сторонников экс-президента Марка Равалумананы вылилась в новые беспорядки, погибло 7 человек[93].
  - При извержении купол камчатского вулкана Шивелуч прорезала трещина глубиной около 30 метров[94].
- 29 апреля
  - Генетики Южной Кореи вывели флуоресцентных собак, которые в ультрафиолетовом освещении светятся ярко-красным светом[95].
  - В Шринагаре, столице индийского штата Джамму и Кашмир силы безопасности Индии закрыли общественные и правительственные здания из-за ожесточённых акций протеста направленных против идущих выборов[96].
  - Премьер-министр Австралии Кевин Радд заявил, что Австралия дополнительно направит в Афганистан свыше 400 военнослужащих[97].
- 30 апреля
  - В Индии стартовал третий этап парламентских выборов[98].
  - Россия, Абхазия и Южная Осетия подписали соглашения о совместных усилиях по охране госграницы[99].
  - Трагедия во время празднования Дня королевы в Нидерландах: автомобиль протаранил толпу, приветствовавшую кортеж королевы Беатрикс.
  - Совершено вооружённое нападение на здание Азербайджанской государственной нефтяной академии[100].
  - Президент Сенегала Абдулай Вад назначил на пост премьер-министра страны Сулеймана Ндене Ндиайе[101].